# 고려 국조
국조 원덕대왕(國祖 元德大王)은 고려 태조의 증조부이자 의조의 아버지이며, 세조의 할아버지이다. 개성 왕씨의 시조이기도 하다. 태조 즉위 2년에 왕의 3대 조상들을 추봉(追封)했는바 증조부인 시조(始祖)에게 시호(諡號)를 올려 원덕 대왕(元德大王)이라고 하였다.
그가 정확하게 누구인지는 알려져 있지 않다. 정화왕후 강씨는 강보육의 딸이다

## 국조가 누구인지에 관한 설들
고려사에 인용된 김관의의 저서인 편년통록에 의하면 왕국조는 손호술(損乎述)이며 보육(寶育)으로 나중에 이름을 바꾸었다고 한다. 또한, 그가 의조로 추정되는 작제건의 외조부라 하였다.

하지만, 고려사에 인용된 이제현의 사론에 따르면
"《왕대종족기(王代宗族記)》에는 말하기를 태조의 증조모 정화왕후는 왕국조의 왕후라고 하였다. 또 《성원록(聖源錄)》에는 말하기를 보육성인(寶育聖人)이라는 자는 원덕대왕의 외조부라고 하였다."
라 하여 김관의의 설을 부정하였다. 정화왕후 강씨가 강보육의 딸이라면 국조는 보육이 될 수가 없다.

## 가계
- 부인 : 정화왕후 강씨 貞和王后 康氏

| 관계 | 호칭                        | 관계      | 호칭                        |
| ---- | --------------------------- | --------- | --------------------------- |
| 아들 | 의조경강대왕 懿祖 景康大王  | 왕후 王后 | 원창왕후 두씨 元昌王后 頭氏 |
| 손자 | 세조 위무대왕 世祖 威武大王 | 왕후 王后 | 위숙왕후 한씨 威肅王后 韓氏 |